# سليمان سيسيه (لاعب كرة قدم مواليد 1991)
سليمان سيسيه (بالبرتغالية: Souleymane Cissé‏) هو لاعب كرة قدم سنغالي في مركز الوسط، ولد في 30 يوليو 1991 في السنغال لعب سابقاً في نادي هجر السعودي.

## وصلات خارجية
- سليمان سيسيه (لاعب كرة قدم مواليد 1991) على موقع إي إس بي إن إف سي (الإنجليزية)
- سليمان سيسيه (لاعب كرة قدم مواليد 1991) على موقع قاعدة بيانات كرة القدم.إي يو (الإنجليزية)
- سليمان سيسيه (لاعب كرة قدم مواليد 1991) على موقع Soccerway.com (الإنجليزية)
- سليمان سيسيه (لاعب كرة قدم مواليد 1991) على موقع عالم كرة القدم.نت (الإنجليزية)